# Gare de Fresse
Pour les articles homonymes, voir Fresse.
La gare de Fresse  était une gare ferroviaire française de la ligne d'Épinal à Bussang, située sur le territoire de la commune de Fresse-sur-Moselle, dans le département des Vosges. 
Elle est mise en service en 1879 par la Compagnie des chemins de fer de l'Est et fermée, avant 1993, par la Société nationale des chemins de fer français (SNCF). Un service de cars TER Lorraine dessert la commune.

## Situation ferroviaire
Établie à 510 mètres d'altitude, la gare de Fresse est située au point kilométrique (PK) 51,912 de la ligne d'Épinal à Bussang, entre les gares fermées du Thillot et de Saint-Maurice, sur la section déclassée de Remiremont à Bussang.

## Service des voyageurs
La gare est fermée et désaffectée, la gare en service la plus proche est celle de Remiremont. Un service de cars TER Lorraine (ligne 8) dessert la commune.